# 綾ノ浪俊一郎
綾ノ浪 俊一郎（あやのなみ しゅんいちろう、1901年8月25日 - 1984年7月1日）は、青森県南津軽郡田舎館村出身で湊川部屋、追手風部屋、再度湊川部屋に所属した力士。本名は鈴木 俊一郎（すずき しゅんいちろう）。身長170cm、体重94kg。最高位は東前頭7枚目。得意手は突っ張り、押し。

## 来歴
1921年1月場所に初土俵。この間親方が亡くなり、後継が決まるまでのあいだ追手風部屋に預けられ、1929年1月場所に十両昇進、新設された湊川部屋に戻って1930年5月場所に新入幕。春秋園事件に加担し、1932年1月場所に脱退（番付からは削除され、実質的最終場所は1931年10月場所）した。脱退後は青森市で酒屋を経営した後、再び上京して江東区深川で飲食店「角力屋」を経営した。また、太平洋戦争後は青森県に戻り、津軽貨物株式会社に勤務する傍ら、土地相撲や学生に相撲を指導した。

## 主な成績
- 通算成績：137勝108敗1休1預  勝率.559
- 幕内成績：28勝38敗  勝率.424
- 通算在位：32場所
- 幕内在位：6場所
  - 幕下優勝：1回（1927年1月場所）

### 場所別成績
| 1921年 （大正10年） | （前相撲）             | x                 | 東序ノ口22枚目 4–1 | x                |
| 1922年 （大正11年） | 西序二段20枚目 4–0 1預 | x                 | 東三段目23枚目 2–3 | x                |
| 1923年 （大正12年） | 西三段目34枚目 7–3     | x                 | 東三段目12枚目 5–1 | x                |
| 1924年 （大正13年） | 西幕下26枚目 2–3       | x                 | 西幕下29枚目 3–3   | x                |
| 1925年 （大正14年） | 東幕下28枚目 4–2       | x                 | 東幕下16枚目 4–2   | x                |
| 1926年 （大正15年） | 西幕下5枚目 3–3        | x                 | 東幕下18枚目 2–4   | x                |
| 1927年 （昭和2年） | 東幕下35枚目 優勝 6–0  | 東幕下35枚目 5–1  | 東幕下5枚目 3–3    | 東幕下7枚目 3–3  |
| 1928年 （昭和3年） | 東幕下5枚目 3–3        | 東幕下6枚目 1–4–1 | 西幕下8枚目 4–2    | 西幕下8枚目 6–1  |
| 1929年 （昭和4年） | 東十両7枚目 6–5        | 東十両7枚目 5–6   | 東十両6枚目 6–5    | 東十両6枚目 8–3  |
| 1930年 （昭和5年） | 東十両2枚目 6–5        | 東十両2枚目 7–4   | 東前頭14枚目 7–4   | 東前頭14枚目 6–5 |
| 1931年 （昭和6年） | 東前頭7枚目 2–9        | 東前頭7枚目 1–10  | 西前頭14枚目 7–4   | 西前頭14枚目 5–6 |
| 1932年 （昭和7年） | 東前頭13枚目 –         | x                 | x                  | x                |
| 各欄の数字は、「勝ち-負け-休場」を示す。 優勝 引退 休場 十両 幕下 三賞：敢=敢闘賞、殊=殊勲賞、技=技能賞 その他：★=金星 番付階級：幕内 - 十両 - 幕下 - 三段目 - 序二段 - 序ノ口 幕内序列：横綱 - 大関 - 関脇 - 小結 - 前頭（「#数字」は各位内の序列） |                        |                   |                    |                  |

## 改名歴
- 綾ノ浪 俊一郎（あやのなみ しゅんいちろう）1921年1月場所 - 1931年10月場所